# Robert II de Clermont
Pour les articles homonymes, voir Robert II.
Robert II est surnommé le Jeune lors de la fondation du monastère de Chanteuges en 936, du vivant de son père. Il est cité comme vicomte d’Auvergne lors de la donation que fit son frère, l’évêque de Clermont, Étienne, au chapitre de Brioude en 962.
Il est le fils de Robert Ier, et le père de Robert III, de Guy Ier d'Auvergne et de Guillaume Ier, qui furent vicomtes ou comtes d'Auvergne après lui. Il est aussi le frère d'Étienne II, évêque de Clermont.